# Котленички мајдани камена
Котленички мајдани камена расути су широм ове планине. Површинско и мајданско камење експлоатисано је на више локација: на потесу Папратни до у брду Градина између Цветака, Милочаја и Трговишта, у Вранића башти у Цветкама, на Андријиној коси у Опланићима и над Крунића малом у Губеревцу. Пешчар из набројаних мајдана готово је истоветног састава, али различитих боја.

## Својства камена
У питању је тврд и отпоран пешчар прожет сјајем сићушних зрнаца белутака. По томе што се тешко обрађује, у народу се назива „љутик”. Боја већином варира између црвенкасте и пепељасте, али се јавља и у читавом спектру различитих тонова. Веома је сличан камену који се вади на оближњој планини Буковик.

## Употреба
У прошлости је највише је коришћен у грађевинарству, као и за израду сантрача, чесми, камених појила итд. Од котленичког камена, а напоредо са островачким, израђивана су надгробна обележја расута по падинама од Гунцата до Витановаца. Данас се овај камен највише користи за израду декоративних оплата.